# Galang
Galang – pierwszy singel brytyjskiej wokalistki M.I.A. z debiutanckiego albumu "Arular". Utwór został napisany przez M.I.A., Justine Frischmann, Ross Orton i Steve'a Mackeya. Słowo galang wywodzi się z Jamajskiej gwary i oznacza "dalej".

## Teledysk
Tworząc teledysk do utworu "Galang" wykorzystano grafiki stworzone przez samą M.I.A.. Wideo wyreżyserował Ruben Fleischer. Bliski przyjaciel Carri Mundane zaprojektował dres dla M.I.A. specjalnie na potrzeby teledysku. Wideo pojawiało się sporadycznie w  Subterranean emitowanym na MTV2.
M.I.A. na temat utworu:

Jest to dopiero drugi utwór jaki kiedykolwiek napisałam, więc wciąż eksperymentowałam. Chciałam odrzucić wszystkie wskazówki, każdy mówił mi o tym jak przetrwać w Londynie.

## Listy utworów, formaty i wersje singla

### Showbiz Records 12" Vinyl
1. "Galang" – 3:35
2. "Galang" [a capella] – 3:18
3. "Galang" [instrumental] – 3:40

### XL Recordings

#### "Galang"
CD: 1
1. "Galang" 3:35
2. "Galang" [Cavemen Remix] – 3:55

CD: 2
1. "Galang" 3:35
2. "Galang" [South Rakkas Mix] – 3:55
3. "Galang" [Cavemen Remix] – 3:58
4. "Galang" [Cavemen Remix Instrumental] – 3:58

12" vinyl
1. "Galang" [Cavemen's remix] – 3:55
2. "Galang" [Cavemen's remix] [instrumental] – 3:55
3. "Galang" [South Rakkas's remix] – 3:52
4. "Galang" [South Rakkas's remix] [instrumental] – 3:52

#### "Galang '05"
CD: 1
1. "Galang '05" – 3:35
2. "Galang" [Dave Kelly remix] (featuring Cham)

CD: 2
1. "Galang '05" – 3:35
2. "Galang" Serj Tankian remix]
3. "U.R.A.Q.T." [DJ C remix]

7" vinyl
1. "Galang '05" – 3:35
2. "Galang" [Dave Kelly remix] (featuring Cham)

## Listy przebojów
| Lista (2004)             | Pozycja |
| ------------------------ | ------- |
| Kanada                   | 19      |
| UK Singles Chart         | 77      |
| Lista (2005)             | Pozycja |
| U.S. Billboard Hot Dance | 11      |
| UK Singles Chart         | 77      |